# Étienne Fajon
Étienne Fajon, né le 11 septembre 1906 à Jonquières (Hérault) et mort le 4 décembre 1991 à Argenteuil, est un instituteur et homme politique français.
Membre du comité central et du bureau politique du Parti communiste français, il est directeur de l'Humanité de 1958 à 1974 et député de 1936 à 1940, de 1945 à 1958 et de 1962 à 1978.

## Biographie
Fils d'un petit viticulteur et d'une institutrice, Étienne Fajon sort major de sa promotion à l'école normale d'instituteurs de Montpellier et est nommé instituteur près de Jonquières en novembre 1925. Il adhère au Parti communiste français (PCF) au début de 1927.
Au début des années 1930, son poste n'est pas renouvelé à l'Éducation nationale en raison de son appartenance politique. Il s'implante alors à Alès, où il est candidat aux élections législatives et dirige Le Cri du Gard. En 1932, il est élu membre du Comité central du Parti communiste et chargé de l'éducation des militants, responsabilité qu'il conserve jusqu’à 1948, et assume à nouveau de 1974 à 1979.
Étienne Fajon est élu député de la Seine (dans la 10e circonscription de Saint-Denis) en 1936. Il siège dans la commission du règlement, la commission de la législation civile et criminelle et la commission de l'enseignement et des beaux-arts.
Le 2 septembre 1939, il est mobilisé à Marseille comme maréchal-des-logis. Après la dissolution du Parti communiste, il adhère au nouveau groupe parlementaire communiste, le groupe ouvrier et paysan français, créé le 29 septembre 1939. Durant la drôle de guerre et en accord avec la position du PCF depuis la signature du Pacte germano-soviétique condamnant la « guerre impérialiste », le 16 janvier 1940, à la chambre des députés, il justifie l'invasion de la Finlande par l'URSS et déclare que la guerre menée par la Grande-Bretagne et la France n'est pas une « guerre de défense de la liberté »,.
Le 20 février 1940, il est déchu de son mandat de député et condamné le 3 avril par le 3e tribunal militaire de Paris à 5 ans de prison, 4 000 francs d'amende et 5 ans de privation de ses droits civils et politiques pour reconstitution de ligue dissoute. Il est incarcéré au Cherche-Midi, à la Santé, à Angers, à l’île de Ré, à Tarbes, au Puy, puis transféré en mars 1941 en Algérie au bagne de Maison Carrée. Comme ses 26 camarades députés emprisonnés, il n'est libéré que le 5 février 1943.
le 4 avril 1944, Étienne Fajon devient membre de l'Assemblée consultative provisoire à Alger en remplacement de François Billoux nommé commissaire d'État.
À partir de 1945, il fait partie de la première et de la deuxième Assemblée constituante. Le 11 juillet 1945, il dénonce devant l'Assemblée les émeutes, ainsi que les « hitlériens d'Algérie » qui les ont provoquées, qui ont conduit aux massacres de Sétif, Guelma et Kherrata (Algérie) et déclare que ces tueries sont la « manifestation d'un complot fasciste »,,.
Au sein du Parti communiste, il gravit rapidement les échelons : il est membre du Comité central (1932-1990), du Bureau politique (1945-1979) et du Secrétariat (1954-1956 et 1970-1976). Il est également, avec Georges Cogniot, le représentant du PCF au Kominform à sa création.
Par ailleurs, il devient directeur-adjoint (1948-1958), puis directeur (1958-1974) de L'Humanité. Il est également directeur de la revue pédagogique du PCF L'École et la Nation à sa fondation en 1951.
Lors des événements de Mai 68, Étienne Fajon fait partie des 20 députés communistes  qui déposent, avec 49 autres, une motion de censure le 14 mai à l’Assemblée nationale, laquelle condamne le régime gaulliste qui « dix ans après sa prise de pouvoir […] refusant tout dialogue véritable, contraint les étudiants, les enseignants, les paysans, les ouvriers, les jeunes sans emploi, à recourir à des manifestations de rue d’une exceptionnelle ampleur ».

## Mandats
- Député PCF de la Seine (1936-1940, 1945-1958 et 1962-1967)
- Député PCF de la Seine-Saint-Denis (1967-1978) (Épinay-sur-Seine, Villetaneuse, Pierrefitte-sur-Seine, Saint-Ouen et L'Île-Saint-Denis)

## Ouvrages
- Les grands problèmes de la politique contemporaine, Bureau d'Éditions, 1938.
- Le Communisme et l'homme, Éditions Liberté, 1943.
- En feuilletant l'Humanité (1904-1964), Éditions de l'Humanité 1964.
- L'Union est un combat, Éditions Sociales, 1975.
- Ma vie s'appelle liberté, préface de Georges Marchais, Éditions Robert Laffont, 1976.
- ABC des communistes, Éditions Sociales, 1979 [visualiser dans Gallica]

## Distinctions
- Chevalier de la Légion d'honneur (26 avril 1983[2])
- Ordre de l'Amitié des peuples. (10 avril 1985[2])

## Sources
- Le Maitron, dictionnaire biographique du mouvement ouvrier français
- « Étienne Fajon », dans le Dictionnaire des parlementaires français (1889-1940), sous la direction de Jean Jolly, PUF, 1960 [détail de l’édition]